# 로버트 올트먼

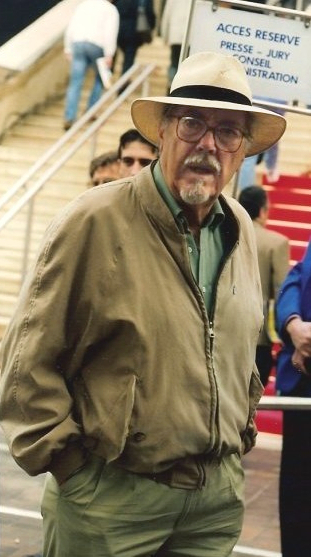
로버트 올트먼

로버트 올트먼(Robert Altman, 1925년 2월 20일 ~ 2006년 11월 20일)은 미국의 영화 감독이다.

## 이력
1944년 미국 육군에 입대하였고 2차 대전에도 참전한 그는 1946년 미국 육군 하사 예편하였으며 이듬해 1947년 단역 영화배우 데뷔하였는데 이후로는 영화감독과 영화 시나리오 각본가로 전향 활약하였다.

## 작품 목록
- 범죄자들 (1957)
- 제임스 딘 이야기 (1957, 다큐)
- 카운트다운 (1968)
- 공원에서의 차가운 나날들 (1969)
- 매시 (M*A*S*H) (1970)
- 운명의 맥클라우드 (1970)
- 맥케이브와 밀러 부인 (1971)
- 환상 속의 사랑 (1972)
- 긴 이별 (1973)
- 보위와 키치 (1974)
- 캘리포니아 스플릿 (1974)
- 내쉬빌 (1975)
- 버팔로 빌과 인디언들 (1976)
- 세 여인 (1977)
- 어 웨딩 (1978)
- 퀸테트 살인 게임 (1979)
- 퍼펙트 커플 (1979)
- 헬스 (1980)
- 뽀빠이 (1980)
- 컴 백 (1982)
- 스트리머 (1983)
- 은밀한 영광 (1984)
- O.C 앤 스틱스 (1984)
- 사랑의 열정 (1985)
- 위험한 사랑 (1987)
- 아리아 (1987)
- 빈센트 (1990)
- 플레이어 (1992)
- 숏 컷 (1993)
- 패션쇼 (1994)
- 캔사스 시티 (1996)
- 진저브레드 맨 (1998)
- 쿠키의 행운 (1999)
- 닥터 T (2000)
- 고스포드 파크 (2001)
- 더 컴퍼니 (2003)
- 태너 온 태너 (2004)
- 프레리 홈 컴패니언 (2006)

## 같이 보기
- 하이퍼링크 시네마